# Convenção Internacional para a Salvaguarda da Vida Humana no Mar
A Convenção Internacional para a Salvaguarda da Vida Humana no Mar (em inglês: Safety of Life at Sea - SOLAS, ou International Convention for the Safety of Life at Sea) é um tratado marítimo internacional que estabelece padrões mínimos de segurança na construção, equipamento e operação de navios mercantes. A convenção exige que os Estados de bandeira signatários garantam que os navios por eles sinalizados cumpram pelo menos esses padrões pré-estabelecidos.
A primeira versão da SOLAS foi assinada em 1914, consequência directa do acidente com o RMS Titanic. Em 1928 foi adoptada a segunda emenda da convenção, em 1948 a terceira e em 1965 a quarta.
A atual versão do tratado foi passada em 1974, conhecida como SOLAS 1974, que entrou em vigor em 25 de maio de 1980. Em novembro de 2018, o SOLAS 1974 contava com 164 nações signatárias, que somavam aproximadamente 99% da frota mercante mundial em termos de tonelagem.
SOLAS em suas formas sucessivas é geralmente considerado o mais importante de todos os tratados internacionais relativos à segurança dos navios mercantes.